# Angèle Haronsimana
Angèle Haronsimana est une athlète burundaise. 

## Biographie
Angèle Haronsimana remporte la médaille de bronze du 5 000 mètres lors des championnats d'Afrique 2004 à Brazzaville. 